# Мегзит
На 8 януари 2020 г. принц Хари и Меган Маркъл – херцогът и херцогинята на Съсекс обявяват в Инстаграм решението си да се „оттеглят като „старши“ членове“ на британското кралско семейство, да разделят времето си между Обединеното кралство и Северна Америка и да станат финансово независими. Това е наречено Мегзит (Megxit), игра с термина Брекзит и възприето в световен мащаб в масовите и социалните медии, създавайки различни интернет мемове и мърчандайзинг.
Мегзит води до среща на кралското семейство на 13 януари 2020 г., наречена „Срещата на върха в Сандрингам“ и описана като „безпрецедентна“. Кралица Елизабет II излиза с рядко лично изявление за семейството си и е похвалена за бързото ѝ справяне с въпроса. На 18 януари е обявено споразумение, според което двойката „вече няма да бъде работещ член на британското кралско семейство“ и няма да използва своите обръщения „Кралско височество“.
Резултатът е описан като „Твърд Мегзит“ Речникът на английския език „Колинс“ добавя „Мегзит“ към своето онлайн издание сред десетте най-добри думи на 2020 г. Разрешен е 12-месечен период за преразглеждане, в случай че двойката промени решението си. На 19 февруари 2021 г. Бъкингамският дворец потвърждава, че херцогът и херцогинята ще се откажат от своите кралски патронажи, тъй като не се завръщат като работещи членове на кралското семейство. Мегзит идва да означи разрива на двойката с кралското семейство и неговия протокол и плановете им за независимост с новата им марка, тогава условно наречена Съсекс Роял. През ноември 2021 г. Хари описва „Мегзит“ като мизогинистичен термин, насочен към Меган.

## Етимология
Мегзит е игра на термина „Брекзит“ и се отнася до принц Хари и съпругата му Меган, които се оттеглят като членове на британското кралско семейство. Произлиза от Meg(han) + (e)xit (изход); повлиян от Брекзит, което е оттеглянето на Обединеното кралство от Европейския съюз и Европейската общност за атомна енергия в края на януари 2020 г. Речникът на английския език „Колинс“ включва думата като една от десетте „Думи на 2020 г.“ и я включва в онлайн изданието на речника: Колинс казва пред в. „Таймс“: „Веднага хвана [окото] поради ехото от „Брегзит“. Използването на името на Меган се приема в някои кръгове като идентифициране на нея като подбудител на оттеглянето.

### Наименование
На британския таблоид „Сън“ се приписва първото използване на заглавието „Мегзит“ на 9 януари 2020 г. Би Би Си Нюз коментира, че „Съсекзит“ (Sussexit) е тенденция в социалните медии, но не е достигнал нивото на използване като Мегзит в основните медии. Появяват се алтернативни термини, но също не се налагат в същата степен. До 15 януари терминът става толкова широко разпространен, че в. „Таймс“ съобщава: „Мегзит се превръща в машина за пари“ за търговците, които правят дрехи и сувенири, използвайки термина. В. „Ню Йорк Таймс“ пише, че паралелите между „Мегзит“ и „Брекзит“ са по-големи от просто „една умна игра на думи“ и че двата термина включват едни и същи разделения в британското обществено мнение от „млади либерали“ (които подкрепят двойката и които подкрепят оставането в ЕС) и „по-възрастни консерватори“ (които подкрепят кралицата и които подкрепят напускането на ЕС).
На 19 януари, при преглед на окончателното споразумение, в. „Гардиън“ твърди, че „отстъплението“ вече не е подходящо, но двойката все още не е „подала оставка“, нито „е абдикирала“ от кралското семейство. При преглед на медийната реакция на окончателното споразумение Би Би Си Нюз казва, че „няма победители като резултат на това, което много от първите страници наричат „Мегзит“ – напускането на херцога и херцогинята на Съсекс като кралски особи на първа линия“. Би Би Си Нюз и други британски новинарски медии наричат окончателното споразумение „Твърд Мегзит“, в по-нататъшна игра на думи с политически термин „твърд Брекзит“.  На 28 януари терминът е вече достатъчно широко разпространен, така че в. „Файненшъл Таймс“ в тяхното приложение към FT Advisor пуска материал за специалисти по данъчно облагане, озаглавен „Ами ако вашият клиент иска да направи „Мегзит“?“, докато сп. „Венити Феър“ съобщава за „Шега с Мегзит“ на актьора Брад Пит на 73-те филмови награди на Британската академия. По-рано изданието съобщава за анализ на фирмата за анализ на социални данни Брендуотч, която заключава, че терминът „Мегзит“ се използва в Туитър поне от началото на 2019 г. и е използван в негативни коментари, насочени към Меган. Скай нюз също твърди, че терминът се използва от интернет тролове през април 2019 г. През ноември 2021 г. в панел на конференцията на сп. Wired, наречен Re:Wired, Хари заявява:  „...терминът „Мегзит“ бе или е мизогинистичен термин и е създаден от трол, разтегнат e от кралски кореспонденти, и той нарасна, и нарасна, и нарасна в основните медии. Но започна с трол.“

## Мотивации
Веднага след съобщението през януари 2020 г. журналистът Том Брадби твърди, че на семейство Съсекс им е казано по време на шестседмичната им коледна ваканция (която се превръща в четиримесечен престой) на остров Ванкувър в Канада, че няма да участват в предложената „отслабена монархия". Други повдигнати опасения включват възприеманото продължаващо враждебно отношение от страна на някои в британската таблоидна преса  и предполагаеми въпроси за расизъм спрямо Меган. В. „Гардиън“ съобщава, че принц Хари е изглеждал „да хвърля вината в краката на пресата". В телевизионно интервю с Опра Уинфри през март 2021 г. Хари и Меган казват, че Мегзит е причинен от това, че не са получили помощта, която са потърсили, от кралската институция по въпроси като опровергаване на фалшиви таблоидни истории за Меган и получаване на помощ за нейното психично здраве. Хари също посочва, че членовете на семейството му, които са най-близки до кралската институция, са в капан – британският конституционен учен Робърт Хазел се съгласява и твърди, че институцията изисква много значителна загуба на човешки права от някои от нейните членове.

## Споразумението „Мегзит“
В. „Таймс“ спекулира дали „Срещата на върха в Сандрингам“ ще доведе до „Твърд Мегзит“ или „Мек Мегзит“. След срещата кралица Елизабет II прави изявление от първо лице, в което заключава, че е постигнато съгласие за „период на преход, в който Съсексците ще прекарват известно време в Канада и Обединеното кралство“. След малко по-малко от четири месеца в Канада Хари и Меган се местят със сина си Арчи в Съединените щати, където се ражда дъщеря им Лилибет през 2021 г.

### Окончателно споразумение
Изявлението за „Мегзит“ дава краен срок „пролет 2020 г.“ за завършване на споразумението, а конкретните известни подробности са както следва:

#### Основни подробности
- Двойката вече няма да представлява кралицата. Това е в контраст с по-ранното изявление на двойката на техния уебсайт sussexroyal.com, че ще изпълняват бъдещи задължения за кралицата.[42][62]
- Те ще запазят обръщението „Кралско височество“, но няма да го използват и ще се наричат Хари, херцог на Съсекс, и Меган, херцогиня на Съсекс.[42][63]
- Те ще бъдат финансово независими от британския данъкоплатец/ хазна (и ще изплатят разходите за обновяване на Фрогмор Котидж (Уиндзор) от 2,4 млн. паунда);[42]
- Хари ще прекрати задълженията си към всички свои британски военни назначения (включително капитан-генерал на Кралските морски пехотинци) и повече няма да представлява официално кралското семейство на военни церемонии.[21][64]

#### Други детайли
- Двойката ще прекарва по-голямата част от времето си в Северна Америка.[21]
- Фрогмор Котидж ще продължи да функционира като техен британски дом, но те ще плащат „търговски наем“ за него.[62]
- Двойката ще запази личните си патронажи и асоциации (напр. Игри „Инвиктъс“), но не и кралските (напр. Младежки посланик на Британската общност).[60]
- Принц Чарлз ще продължи да предоставя финансова подкрепа.[21]

#### Невключени въпроси
- Споразуменията за сигурност на двойката са неясни, като изявлението на кралицата коментира само, че „Има добре установени независими процеси за определяне на необходимостта от обществено финансирана охрана“.[61]
- Не е ясно дали може да се използва марката „Съсекс Роял“.[21]

### По-нататъшно развитие
В. „Таймс“ съобщава, че Меган е подписала договор за озвучаване с Уолт Дисни Къмпъни, като казва, че „споразумението предлага намек за бъдещия живот на двойката, използвайки статута им на знаменитости в полза на избраните от тях каузи“. Финансовият уебсайт „Бизнес Инсайдър“, говорейки с различни експерти по марката, съобщава: „Мегзит: как Хари и Меган биха могли да изградят марка за милиарди долари“.
На 19 януари 2020 г. е съобщено, че принц Чарлз ще предостави на двойката „частна финансова подкрепа“ (но не и средства от Херцогство Корнуол) за цяла година, за да им даде време да се установят и да се справят със страховете от увеличените разходи за предложения от тях нов начин на живот. По-късно Хари заявява, че охраната и финансовата подкрепа са били прекъснати от кралското семейство през „първото тримесечие“ на 2020 г. и той е успял да осигури семейството чрез парите, които е наследил от майка си, която му е оставила 6,5 млн. паунда, които са инвестирани и са събрали значителна лихва, а около 10 млн. паунда са дадени на Хари на 30-ия му рожден ден. По време на брифинг на Кларънс Хаус за финансите, предшестващ годишния доклад за Безвъзмездната помощ на суверена, говорител заявява, че Чарлз е „отделил значителна сума“ в подкрепа на херцога и херцогинята до лятото на 2020 г. Представители на двойката отговарят, че изявленията на Хари са „по отношение на първото тримесечие на фискалния отчетен период“, който започва през април.
На 21 януари 2020 г. канадският премиер Джъстин Трюдо отново отказва да каже кой ще поеме раздела за разходите за сигурността след съобщеното завръщане на Хари в Канада същия ден. Отделно канадската национална новинарска агенция „Канадската преса“ потвърждава, че Хари, Меган и Арчи са отседнали в къща под наем северно от Виктория, Британска Колумбия.
На 14 февруари 2020 г. е съобщено, че двойката е решила да затвори офиса си в Бъкингамския дворец, което довежда до отстраняването на поне 15 служители.
На 19 февруари 2020 г. е обявено, че двойката ще продължи да изпълнява кралски задължения до 31 март, след което ще се оттегли и повече няма да поема ангажименти от името на Кралицата. Двойката ще продължи ангажиментите от името на организациите, с които участват, включително Лондонския маратон 2020 г. през април и Игри „Инвиктъс“ през май (въпреки че последните две събития са отложени съответно за октомври 2020 г. и 2021 г. поради пандемията от COVID-19). Те ще престанат да използват своите титли на техни кралски височества, докато херцогът ще запази военните си звания, но ще не и почетните военни длъжности, които заема. След това ситуацията ще бъде преразгледана след дванадесет месеца, през март 2021 г. Освен това, опитът на двойката да използва думата „Кралски“ като част от планираното им начинание с марката „Съсекс Роял“ е подложен на преразглеждане, като съобщението ще бъде направено при официалното стартиране на планираната организация.
На 21 февруари 2020 г. двойката твърди, че няма да използва марката „Съсекс Роял“ на никоя територия след оттеглянето им от обществения живот през пролетта на 2020 г. и всички заявления, подадени за търговска марка на името, са премахнати. Говорител на двойката добавя, че те ще продължат да работят със съществуващите си патронажи в допълнение към създаването на организация с нестопанска цел.
На 27 февруари 2020 г. Бил Блеър, канадският министър на обществената безопасност и готовността за извънредни ситуации, излиза с изявление, в което се казва: „Тъй като херцогът и херцогинята понастоящем са признати за лица с международна закрила, Канада има задължението да предоставя помощ за сигурността при необходимост. По искане на столичната полиция RCMP предоставя помощ на Met от пристигането на херцога и херцогинята в Канада." В изявлението се казва още, че Канада ще спре да осигурява сигурност за двойката на 31 март, „в съответствие с промяната в статута им“. В същото съобщение е потвърдено, че Кралската канадска конна полиция е осигурила сигурността на двойката при необходимост от пристигането им в Канада през ноември 2019 г. По време на петмесечния си престой на остров Ванкувър Хари и Меган са защитени от Метрополната полиция и Кралската канадска конна полиция на цена на канадските данъкоплатци от $56 384,00 (CAD). През февруари 2020 г. и след като е договорено излизането им от монархията, терминът „хора с международна защита“ е премахнат от уебсайта им.
В края на март 2020 г. е съобщено, че двойката се е преместила в Съединените щати. В отговор на коментарите на президента на САЩ Доналд Тръмп, че правителството на САЩ няма да плати за сигурността на двойката, представител на двойката казва, че те „нямат планове да искат от правителството на САЩ ресурси за сигурност“. През първите месеци на двойката в Калифорния Тайлър Пери им осигурява сигурна къща (в Бевърли Хилс), докато успеят да направят алтернативен план. С базираната в Америка частна фирма за сигурност Gavin de Becker and Associates, в крайна сметка е сключен договор да осигури мерки за сигурност на двойката.
На 30 март 2020 г. двойката обявява, че повече няма да използва своя акаунт в Инстаграм „SussexRoyal“ или уебсайта. Освен това е съобщено, че след затварянето на офиса им в Бъкингамския дворец нов екип ще управлява публичния имидж на двойката и филантропските интереси в САЩ със Съншайн Закс, наети да управляват имиджа им, и Катрин Сен Лоран, бивш служител на фондацията на Бил и Мелинда Гейтс, за да служи като техен началник на персонала и да управлява тяхната организация с нестопанска цел.
На 6 април 2020 г. е съобщено, че двойката е започнала практиките в САЩ за нова организация с нестопанска цел, която ще се казва Арчуел (Archewell) (кръстена на техния син Арчи и от гръцката дума „архи“). 
На 20 април 2020 г. херцогът и херцогинята обявяват, че вече няма да си сътрудничат с британските таблоиди, включително с „Дейли Мейл“, „Сън“, „Дейли Мирър“ и „Дейли Експрес“, както и с неделните и онлайн издания на тези издания.
През юли 2020 г. херцогът и херцогинята купуват имение в Монтесито, Калифорния с намерението да го превърнат в свой семеен дом. По-късно кралските репортери Омид Скоби и Каролин Дюранд заявяват, че двойката е взела ипотека върху новия си дом. През септември 2020 г. херцогът изплаща изцяло разходите за обновяване на Фрогмор Котидж на стойност около 2,4 млн. паунда. През ноември и декември 2020 г. е съобщено, че неговата братовчедка принцеса Юджин и нейният съпруг Джак Бруксбанк са се преместили в и са напуснали Фрогоре Котиджe в Хоум Парк, Уиндзор след шест седмици престой.
На 15 февруари 2021 г. Си Би Ес разкрива, че херцогът и херцогинята на Съсекс ще дадат интервю на Опра Уинфри. Меган ще обсъди с Уинфри „встъпването в живота като кралска особа, брака, майчинството, филантропската работа (и) как се справя с живота си под силен обществен натиск“. Хари ще се присъедини към тях, за да „говорят за преместването им в Съединените щати и бъдещите им надежди и мечти за разширяващото се семейство".
През април 2021 г. данните, получени след подаване на искане съгласно Закона за свобода на информацията, разкриват, че службата на шерифа на окръг Санта Барбара се е занимавала с „обаждания, записани като телефонни заявки, активирания на аларми и имуществени престъпления“ между юли 2020 г. и февруари 2021 г., всички които са свързани с проблемите на сигурността на двойката в резиденцията им в Монтесито. През същия месец „Дейли Телеграф“ съобщава, че Хари и Меган са провели срещи около „добре разработени предложения“ с вече несъществуващата стрийминг услуга Quibi година преди напускането им от кралското семейство. Съобщава се, че двойката се е срещала с Джефри Катценберг и други ръководители през 2019 г. с предполагаеми планове да „обсъдят [..] собствената си серия от 10-минутни видеоклипове“.
През януари 2022 г. е разкрито, че Хари е в правна битка от септември 2021 г., за да оспори отказа на Министерството на вътрешните работи да му позволи да плати за полицейска защита в лично качество, когато е в Обединеното кралство. Неговият законен представител заяви, че Хари първоначално е направил предложението по време на срещата на върха в Сандрингам, но то е било отхвърлено. След като се оттегля от задълженията си, Кралският и VIP изпълнителен комитет (RAVEC) го поставя в „изключителна категория“, в резултат на което бъдещата му полицейска защита в Обединеното кралство ще зависи от причината и обстоятелствата на всяко посещение като както и функциите, които изпълнява. След като получава молби от херцога и Министерството на вътрешните работи част от делото да остане поверително, Върховният съд постановява през март 2022 г., че някои части от него ще останат поверителни. Г-н Джъстис Суифт също реагира на правния екип на херцога, който изпраща копие от решението на някого, който не е адвокат, описвайки го като „напълно неприемливо“. Адвокатите на Хари по-късно твърдят, че предложението му да плати за охраната му не е било предадено правилно на комисията от членове на Кралското домакинство, включително личния секретар на кралицата сър Едуард Йънг, чието членство в комисията не му е било известно и с когото Хари е изправен пред „значително напрежение“. Адвокатите на Министерството на вътрешните работи заявяват, че напрежението между Хари и кралското домакинство е без значение за промяната на статута му и неговите представителства пред комисията не биха променили резултата. През юли 2022 г. г-н съдия Суифт дава разрешение част от иска на Хари да премине към съдебно разглеждане.
През април 2022 г. и на път да присъстват на Игри „Инвиктъс“ в Нидерландия, двойката прави първото си съвместно посещение в Обединеното кралство от оттеглянето си от кралските задължения и се среща с кралица Елизабет II и принц Чарлз. Преди това херцогът е сам в Обединеното кралство за погребението на дядо си, херцог Филип, през април 2021 г. и за откриването на статуя на майка си Даяна през юли 2021 г. Двойката прави първата си официална поява в Обединеното кралство през юни 2022 г., докато присъства на Благотворителната служба по случай Платинения юбилей на кралицата (70 г. на трона) в Катедрала „Свети Павел“ в Лондон. Очаква се те да посетят Обединеното кралство и Германия през септември 2022 г. за редица благотворителни събития в Манчестър, Дюселдорф и Лондон.
През май 2022 г. полицейското управление на Санта Барбара получaва доклади за два инцидента с проникване в дома на Хари и Меган в Калифорния в рамките на 12 дни. Към юли 2022 г. те са имали общо шест инцидента със сигурността в имота от май 2021 г., въпреки че един от тях е настъпил, след като алармата е била „задействана по погрешка“. През август 2022 г. Хари завежда дело срещу Министерството на вътрешните работи и Метрополната полиция, оспорвайки решението на RAVEC от януари 2022 г., в което се посочва, че държавната сигурност не може да бъде предоставяна на частни лица, дори ако те желаят сами да плащат за нея.

### Патронажи и звания
На 19 февруари 2021 г. Бъкингамският дворец потвърждава, че двойката няма да се върне като работещи членове на кралското семейство. Освен това те добавят, че двойката няма да „продължи с отговорностите и задълженията, които идват с живота на обществена служба". В резултат на това херцогът и херцогинята трябва да се откажат от няколко военни, почетни и благотворителни назначения. Сред покровителствата и назначенията, от които се отказва херцогът, са:
- Генерал-капитан на Кралските морски пехотинци
- Почетен авиационен командир на Кралските военновъздушни сили Хонингтън
- Главен командир на Малките кораби и гмуркане на Кралския флот
- Президент на Тръста на Кралицата за Общността на нациите
- Патрон на Футболният съюз по ръгби
- Патрон на Ръгби футболната лига

По същия начин херцогинята се отказва от ролите си като:
- Вицепрезидент на Тръста на Кралицата за Общността на нациите
- Патрон на Кралският национален театър
- Патрон на Асоциацията на университетите на Британската общност

Хари запазва патронажа си над Фондация „Игри „Инвиктъс““, Sentebale, Уелчайлд и Walking With The Wounded, докато Меган остава патрон на Смарт Уъркс и Мейхю. Говорител на двойката заявява, че Хари и Меган „са предложили своята постоянна подкрепа на организации... независимо от официалната им роля“ и уверява, че „услугата е универсална“.

## Реакции

### Във Великобритания
Първоначалните британски реакции на съобщението от 8 януари са изненада и загриженост дали решението е правилно обмислено; историята доминира в британския новинарски цикъл. В. „Уошингтън Пост“ отбелязва няколко британски социологически проучвания, които показват обща подкрепа за желанието на двойката да се премести, но със загриженост относно бъдещото използване на британската хазна от двойката (и проблеми с разходите за реновиране на Фрогмор Котидж), и с неодобрение, че от Кралицата не е поискано одобрение за тяхната обява.
Британският премиер Борис Джонсън се дистанцира от новината, заявявайки: „Кралското семейство е едно от големите, големите активи на тази страна. Сигурен съм, че те ще го оправят и не мисля, че непременно е подпомогнато от коментар от мен.“ Ен Би Си Нюз съобщава за анализ, който предполага, че въздействието върху британската икономика от загубата на двойката може да бъде значително. Музеят на Мадам Тюсо незабавно премества своите восъчни фигури на Хари и Меган далеч от другите членове на британското кралско семейство, в отделна зона.
На 19 януари в. „Дейли Телеграф“ описва окончателното споразумение между двойката и кралското семейство като „най-трудния възможен Мегзит“ – мнение, споделяно от много други британски новинарски източници; и че „Кралската история е създадена“. В. „Гардиън“ съобщава, че „резултатът може би не е ролята на наполовина вътре, наполовина навън, която двойката изглежда е очаквала“. На 20 януари 2020 г. кралският биограф Пени Джунор също каза пред в. „Ню Йорк Таймс“, че „семейството се опитва да предотврати споразумение наполовина навътре, наполовина навън, което не работи“. На 22 януари в. „Гардиън“ публикува карикатура на илюстратора Анджей Краузе, озаглавена „Брекзит и Мегзит“, в която се казва, че „Останалата част от ЕС е хипнотизирана, докато Обединеното кралство се готви за Брекзит – и Хари и Меган започват своя преход към напускане на кралското семейство“.

### В Канада
Първоначалните новини са в по-голямата си част положително приети в Канада, където Херцогинята на Съсекс се е установила със сина си Арчи. Министър-председателят на Канада, Джъстин Трюдо, публично приветства двойката и посочва, че Канада ще финансира сигурността на двойката, докато пребивават там. В. „Уолстрийт Джърнъл“ съобщава: „„Мегзит“ предизвиква глобален шум. Канада вдига рамене"
Проучване на общественото мнение на „Нешънъл Поуст“ установява, че 61% от 1515 анкетирани канадци искат Хари да стане генерал-губернатор на Канада. Крис Сели от изданието е циничен по отношение на националния отговор и анкетата, като пише: „Перспективата Съсексците да се оттеглят в Канада изглежда е активирала нещо като спящ монархизъм в много от нас или поне оценка за „модерната приказка" – и това на свой ред вбеси докрай онези, които смятат монархиите за гротесков анахронизъм и не могат да разберат защо всички останали не са съгласни с тях". В. „Глоуб ънд Мейл“ публикува редакционна статия, която отхвърля идеята двойката да се премести в Канада, заявявайки, че нарушава „негласно конституционно табу“ относно това, че Канада поддържа дистанция от монархията, която се очаква да управлява отдалеч, заявявайки: „Те управляват от разстояние. Близо до сърцата ни, далеч от нашите огнища." Редакционната статия също призовава канадското правителство да отхвърли плановете за преместване. Въпреки това председателят на Монархическата лига на Канада коментира, че това „не променя конституционния статут на кралицата или вицекралете“ в страната.“
В анкета, публикувана на 15 януари от института Ангъс Райд, 70% от анкетираните канадци следват развитието на Мегзит. В същата анкета половината от анкетираните канадци заявяват, че не ги интересува дали двойката е прекарала значително време в Канада, докато 39% от анкетираните подкрепят това, а 11% намират това за разстройващо. Подкрепата за двойката, която прекарва значително време в Канада, е най-силна в Атлантическа Канада и Онтарио и е най-слаба в Квебек. Въпреки това 73% от анкетираните от Ангъс Рийд казват, че разходите за сигурност трябва да бъдат поети от самата двойка. Онлайн петиция от Федерацията на канадските данъкоплатци събира повече от 90 хил. подписа до 23 януари 2020 г., настоявайки двойката да плати от собствения си джоб за сигурността си, която според Федерацията на канадските данъкоплатци възлиза на 56 384 канадски долара в извънреден труд и разходи за частта от ноември 2019 г. до януари 2020 г. от техния престой, който приключва в средата на март 2020 г. Арън Вудрик, федерален директор на CTF, казва: „Горди сме, че дадохме глас на огромното мнозинство канадци, които смятат, че субсидирането на начина на живот на Съсекс е възмутително използване на данъчни долари.“ Към февруари 2021 г. общият размер на разходите за сигурност, както и възстановяванията, направени от Съсексците, ако има такива, не са разкрити от RCMP.

### На други места
- На 20 януари американската обществена новинарска програма PBS NewsHour има материал, озаглавен „Защо Мегзит-ът на Хари и Меган е кръстопът за Обединеното кралство по отношение на расата“, казвайки, че: „Мегзит показва къде Обединеното кралство не успява да се съобрази с расата“ и поставя под въпрос „мита за „пострасовите“ общества“.[132]
- На 21 януари в. „Саут Чайна Монинг Поуст“ публикува мнение на Мелиса Стивънс: „Защо Мегзит е победа за жените и момичетата: в истинския живот има много повече от това да бъдеш принцеса“ и задавайки въпроса „коя жена, особено самопровъзгласила се феминистка, наистина би се задоволила да живее живот, в който не може да говори или да действа без кралско разрешение?"[133]
- На 22 януари Армстронг Уилямс изявява своето мнение във в. „Хил“, озаглавено: „Мегзит, Тръмп и разделението между поколенията“, което заключава: „Ако някой обърне внимание само на расата на Обама или Маркъл, може да види социалната еволюция, която търси. Но ако се погледне социалното и икономическо разделение, което те също обитават, може да се разбере и защо реакцията срещу тях, сред работническата класа, е толкова рязка.”[134]
- На 23 януари журналистът Майкъл Барбаро е домакин на подкаст за в. „Ню Йорк Таймс“ със заглавие „Хари и Меган. (И защо тяхната сага има значение.)“ с мотото: „От тях се очакваше да модернизират бивша империя в момент на политически преход. Вместо това Хари и Меган си тръгнаха" и как теми в съвременна Великобритания като „раса“, „разнообразие“ и „Брекзит“ може да са оформили решението на двойката.[14]
- На 27 януари университетският професор по политология Айлийн Хънт Ботинг пише своето мнение във в. „Вашингтон поуст“, озаглавено „„Мегзит“ не би изненадал политическите мислители от 18 век“, в което отбелязва, „докато Брекзит поставя етапа на излизането на Великобритания от Европейският съюз след оспорван народен референдум Мегзит драматизира различна и в известен смисъл по-дълбока форма на демократизация“.[135]
- На 18 март Кейтлин Фланаган пише в сп. „Атлантик“, че „Меган и Хари са преиграли" и че „Мегзит е най-сложното, самостоятелно, грандиозно, късогледо писмо за частична, със стиснати палци, оставка в историята".[136]

## Съсекс Роял
На 1 юли 2019 г. в Регистъра на компаниите в Обединеното кралство са подадени документи, регистриращи учредяването на „Съсекс Роял: Фондацията на Херцога и Херцогинята на Съсекс, в които Херцогът и Херцогинята са посочени като директори. От август до октомври 2019 г. те назначават телевизионния оператор и бивш водещ на радиопрограмата „Дезърт айландс Дискс“ Кърсти Йънг, финансиста и филантропа Стефан Алеш-Тейлър, бизнес лидера и медиен изпълнителен директор Карън Блекет и банкера Стивън Купър да служат като директори на тяхната фондация.
На 8 януари 2020 г. двойката предоставя допълнителни подкрепящи изявления към публикацията си в Инстаграм чрез връзка в публикацията си там към новия уебсайт sussexroyal.com – платформа на марката, която първоначално се очаква да формира важна част от техните планове за финансова независимост и които публикуват последващи изявления след тяхното съобщение. Уебсайтът е проектиран от същия канадски екип, който изгражда блога The Tig за Меган през 2017 г., и е завършен през коледните празници, когато двойката е в Канада.  
До 10 януари вестниците съобщават, че двойката е подала заявка за търговска марка за „Съсекс Роял“ за набор от артикули, включително дрехи и печатни артикули, въпреки че става ясно, че италиански кандидат е регистрирал заявление в ЕС за продукти със запазена марка, използващи марката „Съсекс Роял“. Думата „Роял“ (на бълг. „кралски“) и изображенията на кралски корони имат специална защита съгласно закона за интелектуалната собственост на Обединеното кралство.
На 11 януари в. „Дейли Телеграф“ съобщава, че двойката ще стартира своята „Кралска фондация „Съсекс““ през април, моделирана по модела на Фондация „Обама“, Фондация „Клинтън“ и Фондация “Бил и Мелинда Гейтс“. Последващи доклади показват, че двойката е подала търговски марки на Световната организация за интелектуална собственост за „Съсекс Роял: Фондацията на Херцога и Херцогинята на Съсекс“. През 2019 г. тя се оттегля от Кралската фондация, която ръководи съвместно с Херцога и Херцогинята на Кеймбридж. По-късни доклади показват, че няма да създаде собствена фондация.
От окончателното споразумение на 18 януари не става ясно как ще бъде засегната марката „Съсекс Роял“ или дали може да се използва от двойката по предвидения начин. В. „Гардиън“ съобщава думите на източници от двореца: „Перспективата Съсексци да сключат търговски сделки, докато все още понякога представляваше монарха, бе твърде голям риск за репутацията на Дом Уиндзор и монархията“. Той отбелязва, че предишен опит на принц Едуард, граф на Уесекс да получи финансова независимост от британското кралско семейство, се е провалил.
На 21 февруари 2020 г. е потвърдено, че „Съсекс Роял“ няма да се използва като търговска марка за двойката. Очаква се Хари и Меган да създадат организация с нестопанска цел по-късно през 2020 г. Междувременно Фондацията „Съсекс Роял“ е преименувана на MWX Foundation на 5 август 2020 г. и се разпуска същия ден. Досиетата на  Регистъра на компаниите в Обединеното кралство  показват, че Съсекс Роял е имала повече от 280 624 паунда (380 хил. долара) през 2020 г. и е похарчила 41 084 паунда (55 600 долара) за адвокати.
През март 2021 г. е съобщено, че благотворителната комисия за Англия и Уелс извършва преглед на организацията в „случай за регулация и съответствие“ по отношение на нейното поведение съгласно закона за благотворителността по време на разпускането. Представители на двойката твърдят, че Съсекс Роял се управлява от настоятелство и че предположението за лошо управление, насочено изключително към херцога и херцогинята, е неправилно. Представители на двойката заявяват, че около 350 хил. долара са прехвърлени от Съсекс Роял към Травалист – организация с нестопанска цел, създадена от Хари, „за която [той] не получава никаква търговска или финансова печалба“.

## „Да намериш свободата“ и противоречия
През май 2020 г., два месеца след раздялата на двойката, изд. „Харпър Колинс“ обявява публикуването на „Да намериш свобода: Хари, Меган и създаването на модерното кралско семейство“ (Finding Freedom: Harry, Meghan and the Making of a Modern Royal Family) – биография на херцога и херцогинята, написана от кралските репортери Омид Скоби и Каролин Дюран. Съобщава се, че книгата описва подробно събитията, довели до Мегзит, и разкрива „неизвестни подробности за съвместния живот на двойката“ с „участието на най-близките до двойката“. Медиите съобщават, че семейство Съсекс е дало интервю на авторите на книгата преди кралското си оттегляне, което представители на двойката отричат.
Откъси от книгата излизат в серии във в. „Таймс“ и „Сънди Таймс“ в седмиците преди нейното издаване. Книгата е пусната на 11 август 2020 г. Впоследствие тя оглавява списъците с бестселъри в Обединеното кралство и Съединените щати. Тя получава смесени отзиви от критиците.  В. „Ню Йорк Таймс“ пише, че докато книгата е направила „по-лесно да се разбере защо двойката е почувствала необходимостта да напусне фирмата“, като излага медийната политика и конкурентната бюрокрация на британското кралско семейство, „твърде много място“ е отделено в усилия за предоставяне на подробности за „контекста за коригиране на записи“. Книгата е забелязана заради уточняване на интимни подробности като „текстовите съобщения на херцога и херцогинята на Съсекс“, описание на личната всекидневна на кралицата в Бъкингамския дворец и предоставяне на противоречиви подробности за личните отношения между двойката и Херцога и Херцогинята на Кеймбридж.  Тя също е критикуван за момента си на излизане, като в. „Гардиън“ заявява, че „Не е грешка на Хари и Меган, че книгата им излезе по време на глобална пандемия, но тя подчертава тяхната частична глухота през втората половина на книгата." Книгата също така е критикувана за разкриването на интимни подробности за двойка, която очевидно е напуснала Великобритания, за да защити личния си живот. Тези подробности включват дословния съвет на принц Уилям към Хари за брака с Меган, перфектните йога пози на Меган и обажданията по Фейстайм от ваната наред с други неща. Както през юли 2020 г. „Спектейтор“ пише: „Въпреки разкриването на подробности, които предполагаемо само хората, които са били в стаята, когато се е случило, биха могли някога да знаят, от нас се очаква да повярваме, че Каролин Дюран и Омид Скоби са написали „Да намериш свобода“ без информация от Съсексци".
След издаването на книгата, говорител повтори, че двойката „не е била интервюирана и не е допринесла за книгата“. През ноември 2020 г. правният екип на Меган признава, че тя е позволила на близък приятел да общува със Скоби и Дюран, „така че истинската позиция... може да бъде съобщена на авторите, за да се предотврати по-нататъшно погрешно представяне“, потвърждавайки участието на херцогинята в книгата.